# Скалистый суслик
Скалистый, или каменный суслик (лат. Otospermophilus variegatus), — вид грызунов рода скальных сусликов.

## Описание
Длина тела — 430—540 мм, вес — 600—850 граммов. Самцы немного крупнее самок. Мех черновато-коричневый с красивым струйчатым рисунком. Этот суслик распространён на юго-западе США (от штатов Невада и Колорадо к югу до Средней Мексики). Поселяется он на крутых горных склонах и в каменных ущельях. Часто сидит на валунах, издавая отдельные громкие резкие свисты. Он хорошо может лазать по кустам и деревьям. 
На короткое время суслик впадает в спячку, но встречается на поверхности и зимой. В неволе живёт до 10 лет. Самка может приносить 2 приплода в год: в мае – июне и в августе – сентябре. В каждом приплоде 5–7 детёнышей. Чтобы защититься от змей, скалистый и калифорнийский суслики жуют сброшенную змеями кожу, а затем облизывают свою шерсть, приобретая запах змеи.